# Liga ASOBAL de 1990–91
A Liga ASOBAL de 1990–91 foi a primeira edição da Liga ASOBAL como primeira divisão do handebol espanhol. Com 16 equipes participantes o campeão foi o FC Barcelona Handbol.
O campeonato trouxe mais profissionalismo ao handebol espanhol, se tornando uma das ligas mais fortes do handebol mundial.

## Primeira Fase

### Grupo A
|   | Time                | J  | V  | E | D  | G+  | G-  | SG  | Pts |
| - | ------------------- | -- | -- | - | -- | --- | --- | --- | --- |
| 1 | Barcelona           | 14 | 13 | 0 | 1  | 395 | 302 | 93  | 26  |
| 2 | Avidesa Alzira      | 14 | 12 | 0 | 2  | 380 | 319 | 61  | 24  |
| 3 | Cacaolat Granollers | 14 | 8  | 1 | 5  | 333 | 315 | 18  | 17  |
| 4 | Xerox Arrate        | 14 | 7  | 0 | 7  | 296 | 290 | 6   | 14  |
| 5 | Mepamsa San Antonio | 14 | 5  | 0 | 9  | 305 | 358 | –53 | 10  |
| 6 | CajaPontevedra      | 14 | 4  | 1 | 9  | 318 | 340 | –22 | 9   |
| 7 | Plátano Canarias    | 14 | 4  | 0 | 10 | 286 | 356 | –70 | 8   |
| 8 | Ceset Naranco       | 14 | 2  | 0 | 12 | 277 | 313 | –36 | 4   |

|  | Segunda rodada (título)      |
|  | Segunda rodada (permanencia) |

### Grupo B
|   | Time                | J  | V  | E | D  | G+  | G-  | SG  | Pts |
| - | ------------------- | -- | -- | - | -- | --- | --- | --- | --- |
| 1 | Atlético Madrid     | 14 | 12 | 0 | 2  | 338 | 249 | 89  | 26  |
| 2 | Teka                | 14 | 11 | 2 | 1  | 356 | 285 | 71  | 24  |
| 3 | Elgorriaga Bidasoa  | 14 | 8  | 2 | 4  | 313 | 286 | 27  | 17  |
| 4 | Cajamadrid          | 14 | 7  | 1 | 6  | 343 | 327 | 16  | 14  |
| 5 | Helados Alacant     | 14 | 6  | 0 | 8  | 343 | 371 | –28 | 10  |
| 6 | Puleva Maristas     | 14 | 5  | 0 | 9  | 299 | 339 | –40 | 9   |
| 7 | Michelin Valladolid | 14 | 2  | 1 | 11 | 298 | 364 | –66 | 8   |
| 8 | Tenerife 3 Mayo     | 14 | 2  | 0 | 12 | 306 | 375 | –69 | 4   |

|  | Segunda rodada (títulos)     |
|  | Segunda rodada (permanencia) |

## Segunda fase

### Grupo I
|    | Time                | J  | V  | E | D  | G+  | G-  | SG  | Pts |
| -- | ------------------- | -- | -- | - | -- | --- | --- | --- | --- |
| 1  | Barcelona           | 18 | 15 | 0 | 3  | 452 | 368 | 84  | 30  |
| 2  | Teka                | 18 | 12 | 2 | 4  | 417 | 368 | 49  | 26  |
| 3  | Atlético Madrid     | 18 | 12 | 1 | 5  | 391 | 368 | 23  | 25  |
| 4  | Elgorriaga Bidasoa  | 18 | 11 | 2 | 5  | 411 | 390 | 21  | 24  |
| 5  | Avidesa Alzira      | 18 | 7  | 3 | 8  | 428 | 423 | 5   | 17  |
| 6  | Cajamadrid          | 18 | 6  | 2 | 10 | 413 | 439 | –26 | 14  |
| 7  | Cacaolat Granollers | 18 | 6  | 2 | 10 | 428 | 465 | –37 | 14  |
| 8  | Mepamsa San Antonio | 18 | 6  | 1 | 11 | 382 | 410 | –28 | 13  |
| 9  | Helados Alacant     | 18 | 4  | 2 | 12 | 388 | 418 | –30 | 10  |
| 10 | Xerox Arrate        | 18 | 3  | 1 | 14 | 362 | 423 | –61 | 7   |

|  | EHF Champions League                        |
|  | EHF Cup Winners' Cup As Copa del Rey winner |
|  | EHF Cup Como vice da Copa ASOBAL            |

### Grupo II
|   | Time                | J  | V | E | D  | G+  | G-  | SG  | Pts |
| - | ------------------- | -- | - | - | -- | --- | --- | --- | --- |
| 1 | CajaPontevedra      | 15 | 9 | 2 | 4  | 349 | 347 | 2   | 20  |
| 2 | Puelva Maristas     | 15 | 9 | 1 | 5  | 345 | 303 | 42  | 19  |
| 3 | Tenerife 3 Mayo     | 15 | 8 | 2 | 5  | 384 | 376 | 8   | 18  |
| 4 | Michelin Valladolid | 15 | 6 | 1 | 8  | 348 | 363 | –15 | 13  |
| 5 | Platano Canarias    | 15 | 6 | 1 | 8  | 340 | 354 | –14 | 13  |
| 6 | Ceset Naranco       | 15 | 3 | 1 | 11 | 312 | 335 | –23 | 7   |

|  | in out promoção |
|  | Relegado        |

### play off decisivo

#### Ida
| June 2, 1991 | Tenerife 3 Mayo | 31–22 | Cajasur Córdoba |  |  |
|              |                 |       |                 |  |  |

| June 2, 1991 | Michelin Valladolid | 25–25 | Caserío Vigón |  |  |
|              |                     |       |               |  |  |

#### Volta
| June 9, 1991 | Cajasur Córdoba | 27–24 | Tenerife 3 Mayo |  |  |
|              |                 |       |                 |  |  |

| June 9, 1991 | Caserío Vigón | 15–18 | Michelin Valladolid |  |  |
|              |               |       |                     |  |  |

- Tenerife 3 de Mayo & Michelin Valladolid ficaram na Liga ASOBAL.

## Artilheiros
| Jogador         | Gols | Time                |
| --------------- | ---- | ------------------- |
| Zoran Puzović   | 232  | Cajamadrid          |
| Zlatko Portner  | 207  | Barcelona           |
| Veselin Vujović | 198  | Barcelona           |
| Alfreð Gíslason | 197  | Elgorriaga Bidasoa  |
| Pero Milošević  | 174  | Helados Alacant     |
| Iván Alemany    | 173  | Avidesa Alzira      |
| Bogdan Wenta    | 170  | Elgorriaga Bidasoa  |
| Oleg Lvov       | 168  | Mepamsa San Antonio |
| Antonio Ortega  | 163  | Puleva Maristas     |
| Vasile Stîngă   | 153  | Avidesa Alzira      |